# 交響曲第7番 (シベリウス)
シベリウスの交響曲第7番作品105は、1924年に完成された。作曲開始は、交響曲第6番とほぼ同じ頃（1910年代）とされており、1915年初演の第5番から第7番はほぼ同時期に構想されたといわれる。1924年3月25日、ストックホルムの楽友協会コンサートで、作曲者自身の指揮で初演された。
初演時は『交響的幻想曲』と名付けられていたが、単一楽章というかなり変則的な形式を採用していたためであり、単一楽章中に、通常の交響曲のようなソナタ形式の部分、緩徐楽章、スケルツォなどを織り込んだ作品であり、構想の段階では3楽章形式をとる予定であった。交響曲として番号が与えられたのは翌年の出版時である。

## 概要
交響曲の様々な要素をひとつの楽章中に織り込んだ交響曲ともいうべきスタイルをとっており、第5番、第6番と書き進むうちに着想された新しいアイデアであり、シベリウスの交響曲全体に感じられる統合への意思が形としてようやく結晶化した作品と評されることがある。この曲の神髄は、有機的に融合した交響曲の各要素を、凝縮された音の中で表現しきったことにある。演奏時間は、平均的には22分程度。

### 楽器構成
フルート2(2本ともにピッコロ持ち替え)、オーボエ2、クラリネット2、ファゴット2、ホルン4、トランペット3、トロンボーン3、ティンパニ1式、弦楽五部

### 曲の構成
交響曲とは銘打ってはいるものの、単一楽章のため、速度標語を以下に記す。
Adagio(序奏) - Vivacissimo - Adagio - Allegro molto moderato - Allegro moderato - Presto - Adagio - Largamente molto - Affettuoso
交響曲としては珍しい単一楽章の構成を取る。これは、最初から意図して交響曲として作曲されなかったことによるが、
- 全体を一つの拡大されたソナタ形式とみなすことも可能である
- 交響詩のような明確な標題を持たない

ことにより、交響曲としての分類が自然である。

### 曲想
ティンパニのト音に続いて地の底から湧き上がるような弦の音階によってAdagioの序奏で音楽が静かに開始する。フルートがいくつかのエピソードを出した後、交響曲第6番のような厳かな雰囲気でヴァイオリンが序奏主題を奏でる。この序奏部にはすでに後で展開される多くの主題が含まれている。最初の上昇するような音型とその後の木管楽器が和声的に歌う音型、弦楽器でゆったりと流れるような音型、しばらく厳かな楽想が続いた後、それが高まったところで現れる第1主題ともいうべきトロンボーンが朗々と奏するソロの主題がこの交響曲のひとつの核心である。このトロンボーンの旋律は、中間部ではやや形を崩した形で現れ、終結部でもういちどほぼそのままの姿で再現される。これに寄り添う旋律として、フルートによる上昇下降を繰り返す萌芽的なパッセージがあり、これは終結部においてもっとも長い完成された形で現れてくる。オーケストラの高揚の後、アダージョの2分の3拍子に代わり、さらに4分の6拍子のヴィヴァーチッシモの部分が登場するが、ここがスケルツォに相当する部分で、快活でリズミカルである。再び弦楽器の静かな部分に移行し、やがて波のような弦のうなりの上に再度トロンボーンの主題が鳴り響く。その後、弦楽器と木管楽器の呼び交すような音型が現れ、アレグロ・モルト・モデラートの部分に突入する。ヴィヴァーチェ部分に流れ込み、さらにはプレストとなる。この曲で最も活発な部分で、やがてトロンボーンに主題が登場しクライマックスを迎える。

## 演奏例
録音されたもっとも古い演奏は、1933年のクーセヴィツキー指揮BBC交響楽団によるものである。
永らく、ジョン・バルビローリ指揮ハレ管弦楽団（1966年）、コリン・デイヴィス指揮ボストン交響楽団（1975年）、パーヴォ・ベルグルンド指揮ヘルシンキ・フィルハーモニー管弦楽団（1984年）などの録音が親しまれてきたが、近年、パーヴォ・ベルグルンド指揮ヨーロッパ室内管弦楽団（1995年）、オスモ・ヴァンスカ指揮ラハティ交響楽団（1997年）などの精緻、あるいは自然な演奏が現れ、様々な演奏スタイルの録音を楽しむことができるようになっている。日本での演奏例でも、渡邉暁雄指揮ヘルシンキ・フィルハーモニー管弦楽団の福岡サンパレスでのライヴ録音（1982年)がある。